# Merzenbach (Kocher, Kochendorf)
Der Merzenbach ist ein zusammen mit dem längeren seiner beiden Oberläufe Hirschbach und Salengraben über 6 km langer, insgesamt etwa westwärts fließender Bach im Landkreis Heilbronn in Baden-Württemberg, der im Bad Friedrichshaller Stadtteil Kochendorf von links in den dortigen Mühlkanal neben dem Kocher mündet. Er ist damit der letzte Zufluss des Kochers von einiger Bedeutung, der selbst schon einen Kilometer nach Rücklauf des Mühlkanals in den Neckar mündet.
Ein Dutzend Flusskilometer weiter aufwärts mündet ein anderer Merzenbach bei Kochertürn von der anderen Seite in den Kocher.

## Geographie
Der Merzenbach entsteht etwa einen Kilometer südlich der Ortsgrenze von Oedheim auf etwa 187 m ü. NHN vor dem westwärts flach auslaufenden Sporn des Lerchenbergs, der die wenig tiefen Talmulden seiner dort zusammenlaufenden Oberläufe Hirschbach und Salengraben trennt.

### Hirschbach
Der längere rechte und ostnordöstliche Oberlauf Hirschbach entsteht auf etwa 211 m ü. NHN im Oedheimer Wald Loh an einem südwärts von der L 1088 in Richtung Brambacher Hof laufenden Wirtschaftsweg, der die Anschlussstraße K 2002 von Degmarn her an der anderen Seite der Landesstraße fortsetzt. Der Hirschbach hat im Loh zunächst nur episodischen Durchfluss und verlässt es schon nach etwa 400 Metern, er trennt danach, von etwas Gehölz am Ufer begleitet, auf ebenso langer Strecke die Ackerbucht Dainbach zu seiner Linken vom Ackergewann Doläcker zu seiner Rechten, worauf ihm von links auf der Grenze zwischen dem Gewann Dainbach und dem Waldgebiet Aspenloch der nur unbeständig wasserführende Bach Dainbach zuläuft.
Etwas über 300 Meter lang zieht er danach am Nordrand des Aspenlochs zu den Äckern rechts entlang, wonach er sich dauerhaft vom Wald löst und mit nur sporadisch Bäumen und Sträuchern am Ufer durch eine weithin ausgeräumte Ackerlandschaft läuft. Nachdem er noch die K 2001 von Oedheim im Norden zu dessen Einzelhof Lautenbach im Süden gekreuzt hat, schwenkt er für seine letzten 700 Meter auf südwestlichen Lauf bis zum Zusammenfluss mit dem Salengraben. Der Hirschbach hat sehr geraden Verlauf, ist etwa 2,5 km lang und hat ein etwa 2,7 km² großes Einzugsgebiet.

### Salengraben
Der kürzere linke und östliche Oberlauf Salengraben entsteht auf etwa 209 m ü. NHN im südlichen Aspenloch wenig entfernt von der Grenze zur Ackerflur, in die er nach weniger als hundert Metern austritt. Im Gegensatz zum Hirschbach, der wenigstens auf seiner zweiten Laufhälfte recht beständig Wasser führt, hat er auf seinem gesamten Weg nach Westen nur unbeständig Durchfluss. Er wird von einer lückenhaften Baumreihe begleitet und etwa an der Mitte seines recht geraden Weges von der K 2001 nach Lautenbach gequert, ist etwa 1,4 km lang und hat ein etwa 1,3 km² großes Einzugsgebiet.

### Verlauf
Der auf etwa 187 m ü. NHN entstandene Merzenbach fließt zunächst lange mit wenigen und geringen Richtungswechseln west- bis westsüdwestwärts, vorbei an einigen Wiesen, vielen anstoßenden Obstwiesen und vor allem an Äckern. Dabei wechselt er schon nach weniger als einem Kilometer aufs Stadtgebiet von Bad Friedrichshall über. Dort passiert er eine Teichgruppe rechts am Lauf, die vom Seehäuslesbrunnen am Hang gespeist wird. Danach läuft er unter vielen verbuschenden Einzelgrundstücken der Gewanne Finder und Äußerer Altenberg am rechten Hang entlang zwei nur schwach auslenkende Schleifen. Im Bereich der zweiten zweigt wenig vor der Ortsgrenze von Kochendorf nach rechts ein Hochwasserstollen ab, der auf schnurgerader Trasse nach Nordwesten den Hügelrücken Galgenberg vor dem Kochertal mit darauf dem Kochendörfer Bergfriedhof unterquert und dann einen Kilometer oberhalb der Merzenbach-Mündung in den Kocher selbst mündet. Er schützt im Hochwasserfall Kochendorf vor Überschwemmungsschäden, die dort früher eher durch den gewöhnlich kleinen Bach als durch den Fluss Kocher entstanden.
Am Ortsrand von Kochendorf zeigt der Merzenbach dann erstmals ein etwas natürlicheres Gepräge, im Bereich der Böschung unter der rechts begleitenden Häuserreihe entlang der Bachstraße läuft der dort halbmeterbreite und bis zu 10 cm hoch über seinem schlammigen Grund stehende Merzenbach sogar in einem Feldgehölz. Aber bald geht er am Eintritt in die Ortskontur in eine Verdolung, die zunächst unter der Bachstraße läuft. Nach einem Rechtsknick, der amtlichen Gewässerkarte zufolge schon an der Kreuzung mit der Hauptstraße, in Wirklichkeit wohl erst etwas später, läuft der Merzenbach abschnittsweise offen, unterquert die Mühlstraße und fließt nach der diese auf der Nordseite begleitenden Häuserzeile in den Park von Schloss ein. Darin läuft er seine letzten knapp hundert Meter unter Bäumen, wird von einem Steg gequert und mündet dann kurz vor der alten Mahlmühle des Ortes von links und zuletzt Süden auf etwa 145 m ü. NHN in den örtlichen Mühlkanal neben dem Kocher, welcher etwa einen Viertelkilometer weiter aufwärts an einem Streichwehr nach links vom Fluss abgeht und nach etwa 0,6 km Nebenlaufs in diesen zurückmündet.
Der Merzenbach ist zusammen mit seinem längeren rechten Oberlauf Hirschbach etwa 6,3 km lang, ab dessen Zusammenfluss mit dem linken Oberlauf Salengraben nur 3,7 km. Auf die längere Strecke bezogen hat er ein mittleres Sohlgefälle von rund 10 ‰ und mündet etwa 66 Höhenmeter unterhalb des Laufbeginns.

### Einzugsgebiet
Der Merzenbach hat ein etwa 7,6 km² großes Einzugsgebiet, das naturräumlich gesehen fast vollständig im westlichsten Unterraum Kocherplatten und Krumme Ebene der Hohenloher und Haller Ebene liegt und mit nur einem kleinen Zwickel um die Mündung im Dorf Kochendorf im Heilbronn-Wimpfener Tal des Neckarbeckens. Sein höchster Punkt liegt am Ostrand auf einer Gipskeuperkuppe im Wald Lohe und erreicht 231,6 m ü. NHN. Es erstreckt sich etwa 6 km weit westwärts von der Lohe bis zur Mündung, quer dazu ist es maximal 2 km breit, meist deutlich darunter. Rund ein Sechstel der Gesamtfläche am Ostrand besteht aus Wald. Die Landwirtschaftsflächen westlich davon bis an den Ortsrand von Kochendorf werden überwiegend beackert, dessen innerhalb liegende Siedlungsflächen selbst zusammen mit einigen nahen Aussiedlerhöfen an der südlichen Wasserscheide deutlich unter einem Zehntel der Gesamtfläche einnehmen. Die wenigen Wasserläufe außer dem unteren Hirschbach und dem Merzenbach neigen zur Austrocknung.
Jenseits der nördlichen Wasserscheide fließt der Kocher meist so nah, dass er von dieser her kaum Zufluss erfährt. Im Osten läuft der deutlich kürzere Wäschbach weiter aufwärts nahe Neuenstadt ebenfalls zum Kocher. Im Süden zieht nah der Scheide und parallel zum Merzenbach der Attichsbach zur untersten Sulm, dem nächsthöheren rechten Zufluss des Neckars vor dem Kocher.
Knapp ein Drittel des Einzugsgebietes im Westen liegt in der zentralen Teilgemarkung von Bad Friedrichshall, fast der ganze Rest im Gemeindegebiet von Oedheim, ausgenommen nur sehr kleine Randzwickel im Osten, die zum Stadtgebiet von Neuenstadt am Kocher gehören.

### Zuflüsse und Seen
Liste der Zuflüsse und  Seen von der Quelle zur Mündung. Gewässerlänge, Seefläche, Einzugsgebiet und Höhe nach den entsprechenden Layern auf der Onlinekarte der LUBW. Andere Quellen für die Angaben sind vermerkt.
Zusammenfluss des Merzenbachs auf etwa 187 m ü. NHN etwa einen Kilometer südlich der Siedlungsgrenze von Oedheim von dem Hügelsporn Lerchenberg.
- Hirschbach, rechter Oberlauf aus dem Ostnordosten, ca. 2,5 km und ca. 2,7 km². Entsteht auf etwa 211 m ü. NHN am die K 2002 aus Degmarn südlich der L 1088 zum Brambacher Hof von Neuenstadt am Kocher hin fortsetzenden Waldweg.
  - Dainbach, von links und Südosten auf etwa 203 m ü. NHN an einem nordöstlichen Waldeck des Gewanns Aspenloch nach dem links liegenden Feldǵewann Dainbach, ca. 0,7 km und ca. 0,3 km². Entsteht auf etwa 215 m ü. NHN gerade eben noch im Waldgewann Loh und umfließt das Feldgewann Dainbach west- und dann nordwärts. Unbeständige Wasserführung.
- Salengraben, linker Oberlauf aus dem Osten, ca. 1,4 km und ca. 1,3 km². Entsteht auf etwa 209 m ü. NHN im Südrand des Waldgewanns Aspenloch. Unbeständige Wasserführung.
- Passiert auf etwa 178–176 m ü. NHN drei Teiche rechts am Lauf im Bad Friedrichshaller Gewann Seehäusle, zusammen 0,3 ha. Diese werden vom Seehäuslesbrunnen auf etwa 180 m ü. NHN am nahen Böschungshang gespeist.
- → (Abzweig des Hochwasserstollen), nach rechts und Nordwesten auf etwa 168 m ü. NHN etwa 0,3 km vor der Ortsgrenze von Bad Friedrichshall-Kochendorf, 0,7 km. Unterquert auf schnurgerader Trasse den Hügelrücken Galgenberg vor dem Kochertal mit dem Kochendörfer Bergfriedhof und mündet dann auf etwa 146 m ü. NHN von links etwas vor Kochendorf in den Kocher.

Mündung des Merzenbachs von links und zuallerletzt Süden auf etwa 145 m ü. NHN in Bad Friedrichshall-Kochendorf im Park von Schloss Lehen in den Kochendörfer Mühlkanal neben dem unteren Kocher. Der Merzenbach ist mit seinem längeren Oberlauf Hirschbach zusammen ca. 6,3 km, alleine ca. 3,7 km lang und hat ein ca. 7,6 km² großes Einzugsgebiet.

## Geologie
Fast überall im Einzugsgebiet liegen im Untergrund Schichten des mesozoischen Keupers. Im östlichen Teil gibt es eine Schichtinsel um den höchsten Punkt im Lohe und zwei weitere beidseits der Hirschbach-Mulde mit Gipskeuper (Grabfeld-Formation). Nach dem Zusammenlaufen der beiden Oberlaufmulden steht rechtsseits der Talmulde des Merzenbachs bis in den Ortsbereich von Kochendorf hinein und kurz auch links davon flächenhaft der tiefere Lettenkeuper (Erfurt-Formation) an. Im übrigen Einzugsgebiet sind diese älteren Schichten fast durchweg mit Löss und seltener Lösssediment aus quartärer Zeit überlagert.
Der noch vor dem Ortsbereich von Kochendorf abgehende Hochwasserstollen mündet zu Füßen eines kleinen steilen Hangs aus in der Schichtenfolge noch tieferem Oberen Muschelkalks, der jedoch im Mündungsbereich des Baches selbst anscheinend durch jüngere Schichten verdeckt ist, den genannten Löss oder die Auenlehmzone auf dem Grund des Kochertales. Eine solche erstreckt sich auch den Merzenbach hinauf bis ansatzweise in die beiden Oberlaufmulden hinein, die oberhalb und längstenteils mit gröberem Schwemmsediment erfüllt sind.
Vermutlich quert ein von Südost nach Nordwest ziehendes Störungsbündel die Merzenbachmulde.

## Natur und Schutzgebiete
An den von Wirtschaftswegen nah begleiteten und grabenartig sehr geradlinig fließenden Oberläufen stehen teils sehr lückenhafte Gruppen aus Bäumen und Gesträuch. Erst nahe an Kochendorf zeigt der dieses Gepräge lange fortsetzende Merzenbach einen etwas natürlicheren Verlauf, dessen Ufer allerdings dort Reste von alten Befestigungen aufweisen. Rechts oberhalb einer Böschung, schon von der besiedelten Bachstraße des Ortes begleitet, verläuft der Bach unmittelbar vor dem Eintritt in die Dorfkontur auf kurzem Abschnitt etwas schlängelnd in einer schmalen, auenwaldähnlichen Galerie. Im Ort fließt er erst verdolt unter der Bachstraße, nach Queren der Hauptstraße und einem Rechtsknick nach Norden auf einem kurzen Stück offen. Nachdem er wieder unterirdisch die Mühlstraße unterquert hat, durchläuft er auf seinen letzten etwa hundert Metern wieder offen und baumbestanden den Park des Schlosses Lehen bis zur Mündung in den Mühlkanal neben dem Kocher wenig oberhalb der ehemaligen Mahlmühle.
Schmale Randbereiche im Süden und im Nordosten des Einzugsgebietes liegen in außerhalb zentrierten Wasserschutzgebieten.